# José Rizal
Dr. José P. Rizal (pe numele său complet: José Protasio Rizal Mercado y Alonso Realonda, n. 19 iunie 1861, Calamba⁠(d), Imperiul Spaniol – d. 30 decembrie 1896, Manila, Imperiul Spaniol) a fost un scriitor, poet și naționalist filipinez. Militant pentru cauza patriotică, a pregătit revoluția anticolonialistă dintre 1896 - 1898, fiind considerat eroul național al Filipinelor.
Prin romanele „Noli me tangere” (1887) și „El filibusterismo” (1891, Pirateria), reprezentări ale vieții populare, în care sunt dezvăluite acute contradicții sociale, ca și prin lirica sa (poemul „Últimos adiós”, 1896 - Cel din urmă rămas bun), José Rizal se numără printre cei mai de seamă scriitori filipinezi.